# Death Grips
Death Grips es un trío de rap alternativo originario de Sacramento, California, formada en el 2010. El grupo está conformado por el rapero/vocalista Stefan Burnett, conocido por su nombre artístico MC Ride, el baterista Zach Hill y el productor y artista de música electrónica Andy Morin (a menudo erróneamente llamado Flatlander, el cual es otro nombre que Death Grips utiliza para referirse a la producción de su música como banda). La música del grupo ha sido descrita como una combinación entre hip hop, música industrial y noise. En abril del 2011 lanzaron el mixtape titulado ExMilitary, seguido por dos álbumes de estudio en el 2012, The Money Store en abril, y No Love Deep Web en octubre, y un tercer álbum en noviembre del 2013, titulado Government Plates.
El grupo anunció una supuesta separación el 2 de julio del 2014, pero negaron haberse separado algunos meses más tarde. El 13 de febrero del  2015 subieron el vídeo de un ensayo a su canal de YouTube, sugiriendo una posible gira. El vídeo contuvo las primeras cuatro pistas de Jenny Death, segundo disco de The Powers That B, y los primeros segundos de "Lock Your Doors," de su segundo álbum No Love Deep Web. En marzo del 2015 el grupo anunció en Facebook que "quizá harían más música". El 24 de marzo del 2015, anunciaron una gira mundial. El 21 de octubre del 2015 revelaron en Facebook que grabarían y lanzarían su quinto álbum de estudio, titulado Bottomless Pit, publicando una grabación inédita del 2013, donde la fallecida actriz Karen Black recita diálogos de un guion cinematográfico en el que Zach Hill estaba trabajando.

## Historia

### 2010–2011: Formación yExmilitary
Death Grips se formó en Sacramento, California, en diciembre de 2010, por el baterista y productor Zach Hill, el tecladista y coproductor Andy Morin, y el vocalista y letrista Stefan Burnett, también conocido como MC Ride. La combinación de sus estilos y el enfoque experimental de la música se convertirían en el sello distintivo del grupo, caracterizado por un sonido abrasivo y una presencia escénica poderosa.
El primer día de su formación, Death Grips grabó su primer tema, "Full Moon (Death Classic)", lanzado como sencillo el 8 de marzo de 2011 acompañado de un vídeo musical. Poco después, publicaron un EP homónimo, que incluía "Full Moon" junto con otras cinco canciones. Este EP fue ofrecido de manera gratuita y rápidamente atrajo la atención de los fanáticos del hip hop experimental y la música industrial.
El 26 de abril de 2011, el grupo lanzó de forma gratuita el mixtape Exmilitary, que incluía varias canciones del EP junto con nuevos temas. Exmilitary fue recibido con entusiasmo en la escena musical underground, y rápidamente se diseminó en Internet. Su estilo único, mezcla de hip hop, noise y elementos de música industrial, fue descrito por varios críticos como "una experiencia auditiva oscura e intensa".
Durante la primavera y el verano de 2011, Death Grips realizó una serie de presentaciones pequeñas, manteniendo en gran medida el anonimato. Zach Hill fue el único miembro reconocido públicamente, mientras que MC Ride y Andy Morin permanecieron en el anonimato en las primeras etapas de su carrera.
Exmilitary atrajo reseñas favorables de sitios especializados como Pitchfork y Spin, que destacaron el enfoque innovador de la banda al fusionar géneros y la intensidad de su sonido. NBC New York lo calificó como "una escucha oscura e intensa", destacando la crudeza y energía de sus composiciones.
La notoriedad de Death Grips creció rápidamente gracias a su agresivo enfoque musical y su activa presencia en Internet, logrando formar una base de fanáticos fieles. Esta etapa inicial fue crucial para consolidar su identidad y definir el estilo que caracterizaría su discografía posterior, estableciendo una reputación de intensidad y experimentación sonora.

### 2012:The Money StoreyNo Love Deep Web

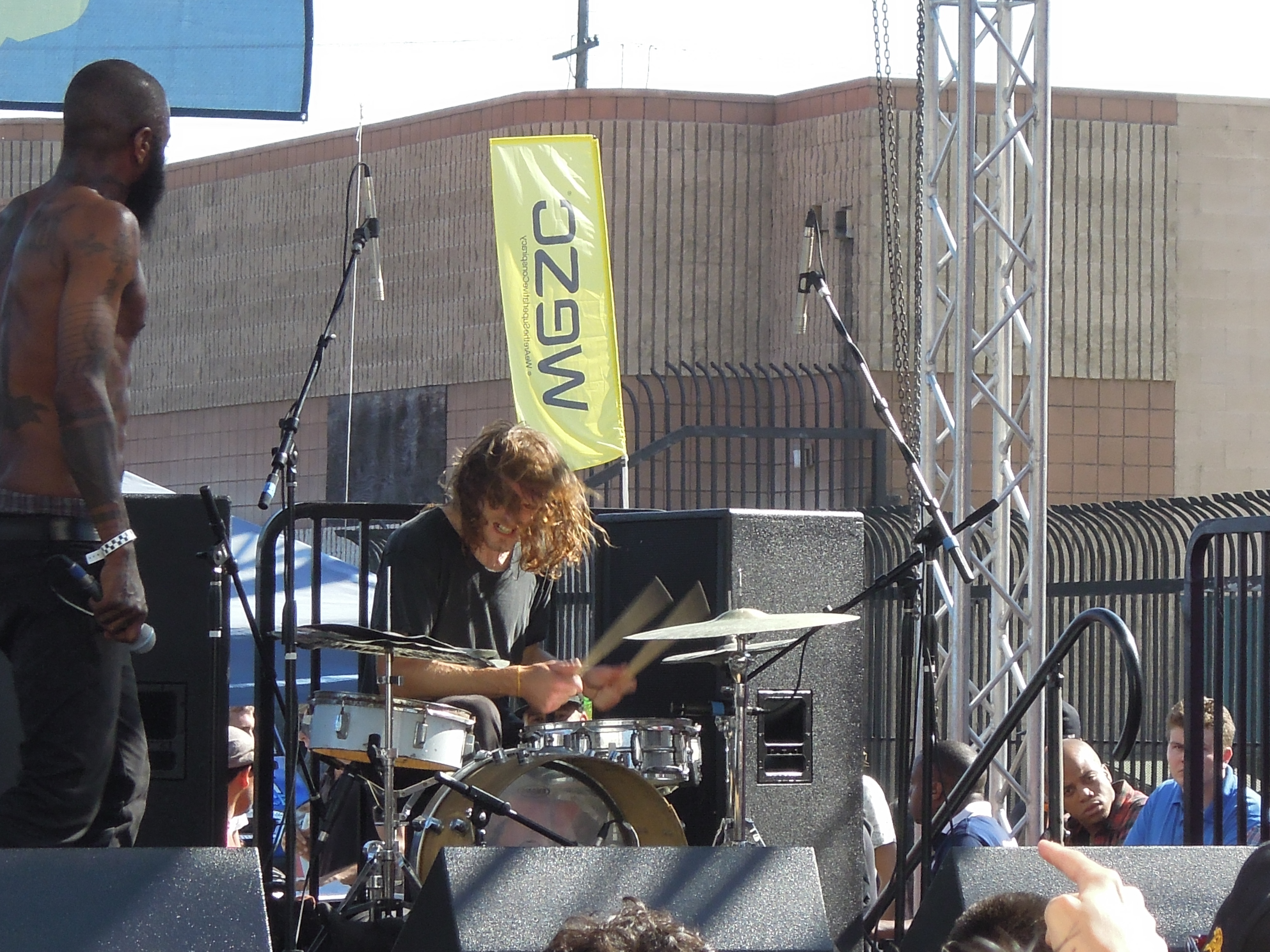
MC Ride (izquierda) y Zach Hill (derecha) actuando en vivo en agosto de 2011.

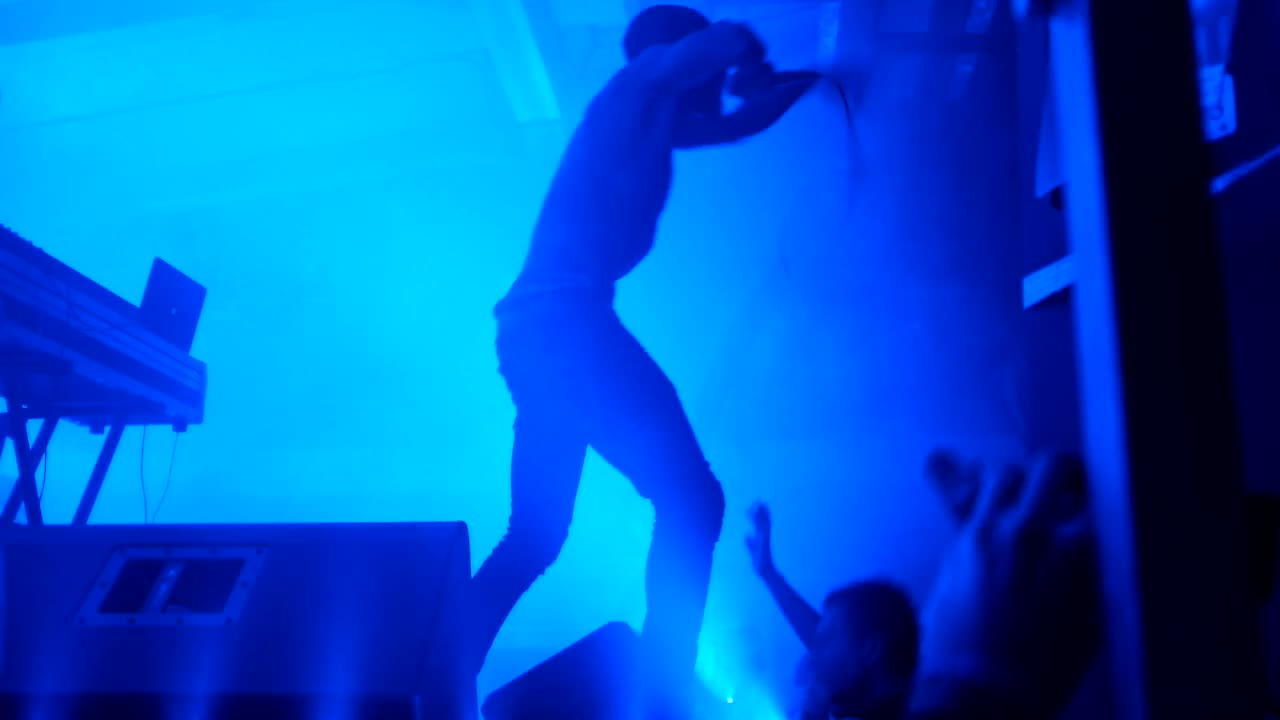
Death Grips en directo en Moscú (2013)

En febrero de 2012, Death Grips firmó un contrato con Epic Records a recomendación de la entonces vicepresidenta de marketing, Angélica Cob-Baehler. El grupo anunció que lanzaría dos álbumes en 2012, comenzando con The Money Store, que salió al mercado el 21 de abril. Antes del lanzamiento del álbum, se publicaron los sencillos "Blackjack", "Get Got" y "The Fever (Aye Aye)", los cuales atrajeron una atención significativa por su estilo provocador y experimental, consolidando su posición en la escena del rap alternativo.
Inicialmente, la banda planeó una gira internacional de 30 fechas para promocionar The Money Store, pero la cancelaron poco después, generando controversia entre sus fanáticos y la discográfica. La decisión de cancelar la gira fue impulsada por el deseo del grupo de finalizar su segundo álbum del año, No Love Deep Web, en el que trabajarían intensivamente durante los siguientes cuatro meses en Sacramento.
Durante este periodo, Death Grips colaboró con la artista islandesa Björk, realizando remixes de sus canciones "Sacrifice" y "Thunderbolt" para la serie de remixes de su álbum Biophilia. Björk expresó su aprecio por la banda, describiéndolos como una de las colaboraciones más innovadoras de su carrera.
Además, lanzaron dos canciones inéditas: "@deathgripz", una pista no incluida en The Money Store lanzada en septiembre de 2012, y "True Vulture Bare", filtrada en YouTube en octubre de ese año. La canción fue acompañada por un video animado dirigido por el artista Galen Pehrson y fue exhibida en el Museo de Arte Contemporáneo de Los Ángeles.
El 1 de octubre de 2012, Death Grips lanzó No Love Deep Web de manera gratuita a través de sitios web y servicios de descarga como BitTorrent, sin el consentimiento de Epic Records, quienes habían pospuesto el lanzamiento hasta 2013. Esta maniobra fue ampliamente interpretada como un desafío a la discográfica y como una declaración de independencia artística. En respuesta, Epic Records rompió relaciones con la banda, motivados por la decisión de Death Grips de publicar correos privados de la compañía en su página de Facebook, exponiendo la tensión con la discográfica.
A pesar de la controversia, No Love Deep Web recibió críticas positivas y se convirtió en uno de los lanzamientos más comentados del año, consolidando a Death Grips como una de las bandas más provocadoras y vanguardistas en la música contemporánea. Con su estilo disruptivo y su postura desafiante, Death Grips continuó atrayendo una base de fanáticos leales y consolidándose como una fuerza influyente en el hip hop experimental y la música industrial.

### 2013–2014:Government Plates,The Powers That By Ruptura del grupo
En marzo de 2013, Death Grips comenzó una serie de publicaciones en su canal de YouTube, subiendo videos bajo el título de "No Hands". El 20 de marzo de ese año, compartieron el video musical de "Lock Your Doors", grabado durante una actuación en el festival SXSW. Durante este show, el baterista Zach Hill no estuvo físicamente presente, sino que participó tocando la batería a través de una llamada por Skype. En mayo de 2013, Hill también dirigió una película original con una banda sonora creada por Death Grips, mientras continuaba trabajando en el próximo álbum de la banda.
La banda tenía programada una actuación en el festival Lollapalooza en Chicago en agosto de 2013, pero el show fue cancelado cuando no se presentaron en una actuación previa en el Bottom Lounge. En el backstage, los asistentes encontraron una carta impresa: era la nota de suicidio de un fan, enviada previamente al correo oficial de la banda. Tras conocer la cancelación, algunos fanáticos presentes destruyeron el equipo de la banda. Como consecuencia de esta controversia, otros conciertos programados en el Osheaga Music and Arts Festival en Montreal, Boston y Nueva York también fueron cancelados. La banda explicó que nunca tuvo la intención de presentarse físicamente en Lollapalooza; consideraban que el “show” consistía en la presentación de la batería (que en realidad era un kit de práctica), la nota de suicidio y música pregrabada.
El 13 de noviembre de 2013, Death Grips lanzó su tercer álbum de estudio, Government Plates, de forma gratuita en su sitio web. El álbum recibió críticas mayormente positivas, con elogios por su enfoque innovador y su continua experimentación con el hip hop experimental y el industrial.
En enero de 2014, Warp Records firmó un acuerdo de publicación con Death Grips para gestionar sus álbumes y lanzamientos futuros. En junio del mismo año, la banda anunció el lanzamiento de un álbum doble titulado The Powers That B. La primera parte del álbum, Niggas on the Moon, fue lanzada para descarga gratuita y presentaba samples de la voz de la cantante islandesa Björk, quien expresó su apoyo a la banda y calificó la colaboración como "emocionante". Niggas on the Moon recibió reseñas favorables, consolidando la imagen de Death Grips como una banda pionera en la fusión de géneros.
Death Grips tenía planeada una gira junto a Nine Inch Nails y Soundgarden en julio de 2014. Sin embargo, el 2 de julio, la banda sorprendió a sus fanáticos al anunciar su separación a través de una publicación en su página de Facebook, en la que declaraban: 
 "Ahora estamos en la cima y Death Grips se ha acabado. Hemos oficialmente terminado. Todos los shows programados están cancelados. Nuestro álbum The Powers That B se publicará mundialmente más tarde este año mediante Harvest/Third Worlds Records. Death Grips siempre ha sido y será una exhibición de arte conceptual acompañada por sonido y la visión. Por encima de solo ser 'una banda'. Para nuestros fanáticos más fieles, por favor quédense como leyendas".
Pese a este anuncio, en septiembre de 2014 la banda dejó entrever que no se había disuelto completamente. Hasta el día de hoy, se desconocen los motivos específicos detrás de este anuncio de separación y su posterior cambio de planes.
En enero de 2015, Death Grips sorprendió de nuevo al publicar un álbum instrumental titulado Fashion Week. Las pistas del álbum están ordenadas como "Runway J", "Runway N", y así sucesivamente, formando la frase "JENNY DEATH WHEN" con las letras iniciales, lo que fue interpretado como una referencia a la esperada segunda parte de The Powers That B, titulada Jenny Death. Esta segunda parte del álbum fue lanzada en marzo de 2015 y alcanzó el puesto 72 en la Billboard 200, confirmando el continuo interés del público en la banda.
Ese mismo año, Zach Hill y Andy Morin formaron el proyecto alternativo llamado The I.L.Y.'s, lanzando su álbum debut I've Always Been Good at True Love a través del sitio oficial de Death Grips. Este proyecto exploró un estilo musical diferente, inicialmente sin detalles públicos sobre la participación de sus miembros, lo cual generó especulaciones entre sus seguidores.

### 2015–2018:Bottomless PityYear of the Snitch
En octubre de 2015, Death Grips publicó un video en su canal de YouTube titulado Bottomless Pit. El video, grabado en 2013, presenta a la actriz estadounidense Karen Black leyendo líneas de un guion escrito por Zach Hill pocos meses antes de su fallecimiento. La banda también anunció en su sitio web y página de Facebook que Bottomless Pit sería su próximo álbum de estudio, generando gran expectativa entre sus seguidores.
El 19 de marzo de 2016, Death Grips lanzó un video de 32 minutos titulado Interview 2016, en el cual se muestra a la banda siendo entrevistada por Matthew Hoffman. Sin embargo, en lugar de escuchar la entrevista, el audio fue reemplazado completamente por nueva música instrumental de la banda, una decisión que fue interpretada por críticos y fanáticos como un comentario sobre la relación de la banda con los medios y su naturaleza enigmática.
En mayo de 2017, la banda lanzó en su canal de YouTube un nuevo video titulado Steroids (Crouching Tiger Hidden Gabber Megamix), una pista continua de 22 minutos que combina diversos estilos de hip hop, gabber y industrial. Este lanzamiento fue acompañado de un anuncio de su próxima gira de otoño en Estados Unidos junto a la banda de metal industrial Ministry, ampliando su alcance hacia nuevas audiencias en el mundo del metal experimental.
En marzo de 2018, Death Grips anunció en sus redes sociales que estaban trabajando en un nuevo álbum titulado Year of the Snitch. A lo largo de las sesiones de grabación, colaboraron con el artista sonoro experimental Lucas Abela, el director de cine Andrew Adamson (conocido por dirigir las películas de Shrek y The Chronicles of Narnia), y el bajista Justin Chancellor de Tool, generando curiosidad sobre la dirección creativa del álbum.
El 22 de junio de 2018, Death Grips lanzó Year of the Snitch, que recibió críticas positivas por su innovadora mezcla de punk, noise, hip hop y sonidos industriales, consolidando su estatus en la escena experimental.

### 2019–2024: Actividad Intermitente y Regreso a los Escenarios

#### 2019:Gmail and the Restraining Orders
En junio de 2019, Death Grips lanzó una mezcla de 30 minutos titulada Gmail and the Restraining Orders como parte del 30 aniversario de Warp Records. Esta pieza, caracterizada por su estilo caótico, reafirmó la capacidad de la banda para desafiar las convenciones musicales.

#### 2020-2021: Pausa en la actividad
Durante este período, Death Grips mantuvo un perfil bajo, sin lanzamientos ni presentaciones en vivo, en parte debido a la pandemia de COVID-19. Esta pausa incrementó las especulaciones sobre su futuro y posibles nuevos proyectos.

#### 2022: Indicios de nueva música
En mayo de 2022, Death Grips publicó un video en redes sociales mostrando una polilla acompañada de música trance, lo que generó especulación sobre nuevo material o el regreso de la banda.

#### 2023: Regreso a los escenarios y colaboraciones
En 2023, Death Grips regresó a los escenarios, participando en festivales como Sick New World, Outbreak Fest y Primavera Sound. También anunciaron una gira por Norteamérica, su primera desde 2019, programada entre mayo y octubre de 2023. Durante esta gira, Andy Morin tomó una pausa y fue reemplazado en vivo por Nick Reinhart, colaborador de la banda. Además, colaboraron con la marca de ropa Praying en una línea de merchandising exclusiva y lanzaron los sencillos sorpresa "True Vulture" y "The Bug Death Grips FULL MIXX".
Death Grips no ha anunciado nuevos lanzamientos discográficos ni giras adicionales. La banda sigue enfocada en presentaciones en vivo y colaboraciones puntuales, manteniendo su estatus como una de las agrupaciones más enigmáticas e influyentes en la música experimental contemporánea.

## Estilo y arte

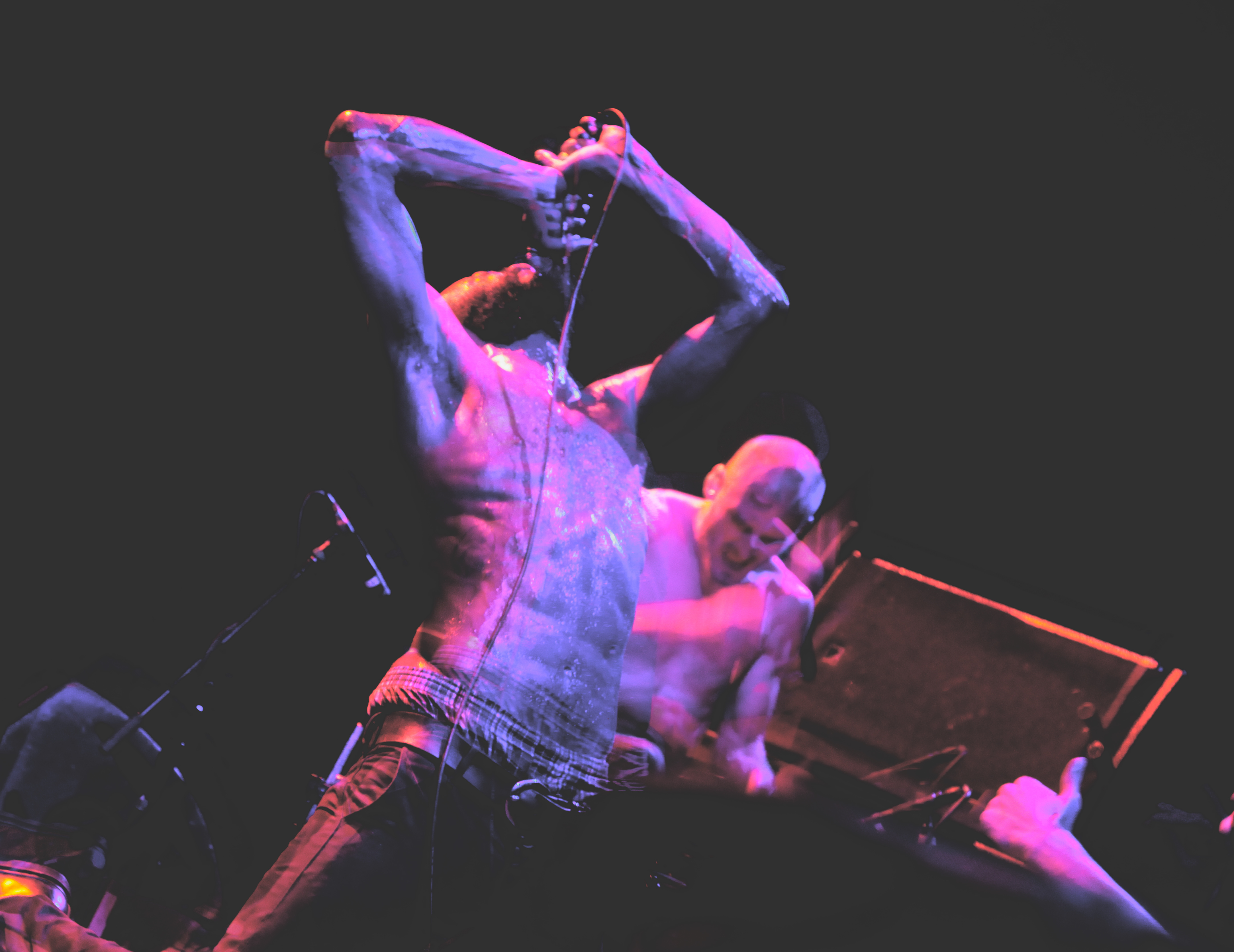
Death Grips actuando en Nueva York en 2012

La música de Death Grips es conocida por su fusión de géneros que incluyen hip hop, punk, electrónica, noise e industrial. Esta mezcla ha llevado a que su estilo se categorice como hip hop experimental, rap rock, electropunk, hip hop industrial y punk-rap. La banda destaca por sus letras oscuras y crípticas, escritas e interpretadas por MC Ride (Stefan Burnett), cuyo estilo vocal agresivo y visceral se ha convertido en una de las señas de identidad de Death Grips.

### Actuaciones en vivo y presencia escénica
Las actuaciones en vivo de Death Grips son intensas y salvajes, caracterizadas por la destrucción ocasional de instrumentos y una energía frenética. Zach Hill, conocido por su estilo de batería extremadamente enérgico, ha tocado hasta el punto de lesionarse, incluso en una ocasión llegó a actuar con esposas en las manos para limitar sus movimientos. MC Ride aporta una presencia escénica poderosa e intimidante, con movimientos agresivos y una entrega vocal intensa, mientras que Andy Morin utiliza el sampleo en vivo, mezclando sintetizadores e improvisaciones en el escenario con movimientos impredecibles y enérgicos. 
La banda es conocida por incorporar largos períodos de improvisación en sus actuaciones, que funcionan como puentes entre canciones. Esta improvisación es realizada principalmente por Morin y Hill, quienes crean una atmósfera de caos controlado que enriquece la experiencia en vivo de la banda. En sus interpretaciones, MC Ride varía su estilo vocal, alternando entre gritos, palabras habladas e incluso susurros, lo cual añade una dimensión única a la experiencia auditiva.

### Producción y estilo sonoro
El enfoque de Death Grips en la producción y el sampleo es innovador y poco convencional. Andy Morin, encargado de la producción y el sampleo en vivo, es conocido por su uso de sonidos ruidosos y caóticos que complementan el estilo de percusión rápida y agresiva de Hill. Estos elementos dan a la música de Death Grips una textura distintiva que desafía las convenciones del hip hop y la música electrónica.

### Estética visual y controversias
La estética visual de Death Grips también es única y de baja fidelidad, característica visible en sus videos musicales, actuaciones en vivo y lanzamientos físicos. Sus trabajos visuales tienden a incluir imágenes transgresoras y provocadoras, influenciadas por la carrera de Stefan Burnett como pintor. Uno de los aspectos más controvertidos de su carrera fue la portada de su álbum No Love Deep Web (2012), que muestra una imagen explícita. Para la venta en tiendas, el disco tuvo que ser empaquetado en una bolsa negra sellada con una advertencia de "arte de portada explícito". Esta portada generó una reacción considerable tanto de los medios como de sus seguidores.

### Colaboraciones y otros músicos
A lo largo de su carrera, Death Grips ha colaborado con otros músicos que complementan su enfoque experimental. El guitarrista Nick Reinhart de Tera Melos ha trabajado con la banda en varios proyectos, incluyendo los álbumes Fashion Week, Jenny Death y Bottomless Pit, aportando una capa adicional de complejidad y textura a su sonido.

## En la cultura popular
Artistas y celebridades de diversos ámbitos han expresado su admiración por Death Grips, consolidando a la banda como una de las influencias más inusuales y respetadas de la música experimental. A continuación, se destacan algunos ejemplos notables.

### Artistas influyentes y fanáticos reconocidos
Varias figuras de la música y el entretenimiento han elogiado públicamente a Death Grips, entre ellos:
- Tyler, The Creator: El rapero y productor ha sido un entusiasta de la banda y fue visto en un mosh pit durante un concierto de Death Grips, lo que destaca su apoyo a la energía cruda de sus actuaciones.[56]
- David Bowie: Según el saxofonista Donny McCaslin, Bowie se inspiró en el estilo agresivo y experimental de Death Grips para su último álbum, Blackstar (2016).[57]
- Björk: Gran admiradora de la banda, Björk ofreció samples vocales a Death Grips que fueron utilizados en Niggas on the Moon, la primera parte de The Powers That B (2014). La artista también ha interpretado la canción "Guillotine" en algunos de sus conciertos, resaltando su aprecio por el grupo.[58]

### Colaboraciones y participación en proyectos
- Robert Pattinson: El actor y amigo cercano de la banda aparece como guitarrista en la canción "Birds" del álbum Government Plates (2013). Esta colaboración inusual muestra la amplitud de la influencia de Death Grips.[59]
- Nick Reinhart: El guitarrista de Tera Melos ha colaborado con Death Grips en varios álbumes, incluyendo Fashion Week, Jenny Death y Bottomless Pit, aportando su estilo de guitarra experimental.[55]